# Okres Kiskőrös
Okres Kiskőrös (maďarsky Kiskőrösi járás) je okres v Maďarsku v župě Bács-Kiskun. Jeho správním centrem je město Kiskőrös.

## Sídla
V okrese se nachází čtyři města a 11 obcí.
Města
- Izsák
- Kecel
- Kiskőrös
- Soltvadkert

Obce
- Akasztó
- Bócsa
- Császártöltés
- Csengőd
- Fülöpszállás
- Imrehegy
- Kaskantyú
- Páhi
- Soltszentimre
- Tabdi
- Tázlár